# Жаны-Араван
Жаны-Араван (кирг. Жаңы-Араван) — село в Араванском районе Ошской области Кыргызстана. Административный центр Алля Анаровского айылного аймака.

## География
Село расположено в западной части области, на правом берегу реки Аравансай, на расстоянии приблизительно 2 километров (по прямой) к юго-востоку от села Араван, административного центра района. Абсолютная высота — 881 метр над уровнем моря.

## Население
Согласно оценочным данным Национального статистического комитета Кыргызской Республики, численность населения села на начало 2023 года составляла 1898 человек.
| год     | 2009 | 2014 | 2015 | 2020 | 2021 | 2023 |
| ------- | ---- | ---- | ---- | ---- | ---- | ---- |
| человек | 2467 | 2840 | 2870 | 1764 | 1820 | 1898 |